# كريس مارشال
كريس مارشال (بالإنجليزية: Kris Marshall)‏ هو ممثل بريطاني، ولد في 1 أبريل 1973 في المملكة المتحدة. بدأ مشواره المهني سنة 1993.

## أعمال

### أفلام
- (2001) أيريس
- (2002) ديث ووتش
- (2003) الحب الحقيقي
- (2004) تاجر البندقية

## وصلات خارجية
- كريس مارشال على موقع IMDb (الإنجليزية)
- كريس مارشال على موقع روتن توميتوز (الإنجليزية)
- كريس مارشال على موقع ألو سيني (الفرنسية)
- كريس مارشال على موقع أول موفي (الإنجليزية)
- كريس مارشال على موقع قاعدة بيانات الأفلام السويدية (السويدية)
- كريس مارشال على موقع إن إن دي بي (الإنجليزية)
- كريس مارشال على موقع قاعدة بيانات الفيلم (الإنجليزية)
- كريس مارشال على موقع كينوبويسك (الروسية)